# Finlândia nos Jogos Olímpicos de Inverno de 1988
A Finlândia competiu nos Jogos Olímpicos de Inverno de 1988, realizados em Calgary, Canadá.